# Troisième circonscription des Côtes-d'Armor
La troisième circonscription des Côtes-d'Armor est l'une des cinq circonscriptions législatives françaises que compte le département des Côtes-d'Armor situé en région Bretagne.
Jusqu'en 1990, elle est appelée troisième circonscription des Côtes-du-Nord.

## La circonscription de 1958 à 1986

### Description géographique

Localisation de la circonscription de 1958 à 1986.

Dans le découpage électoral de 1958, la troisième circonscription des Côtes-du-Nord était celle de « Saint-Brieuc 2 - Loudéac ».
Elle était composée des cantons suivants :
- Canton de La Chèze
- Canton de Collinée
- Canton de Corlay
- Canton de Gouarec
- Canton de Loudéac
- Canton de Merdrignac
- Canton de Moncontour
- Canton de Mûr-de-Bretagne
- Canton de Plouguenast
- Canton de Rostrenen
- Canton de Saint-Nicolas-du-Pélem
- Canton d'Uzel.

### Historique des députations
| Législature | Début de mandat | Fin de mandat  | Député                   | Parti politique | Observations |
| ----------- | --------------- | -------------- | ------------------------ | --------------- | --- |
| Ire         | 9 décembre 1958 | 9 octobre 1962 | Marie-Madeleine Dienesch | MRP             | Mandat écourté à la suite d'une dissolution parlementaire décidée par Charles de Gaulle. |
| IIe         | 6 décembre 1962 | 2 avril 1967   | Marie-Madeleine Dienesch | MRP             | |
| IIIe        | 3 avril 1967    | 30 mai 1968    | Marie-Madeleine Dienesch | UDR             | Mandat écourté à la suite d'une dissolution parlementaire décidée par Charles de Gaulle. |
| IVe         | 11 juillet 1968 | 1er avril 1973 | Marie-Madeleine Dienesch | UDR             | Remplacée à partir du 13 août 1968 par André Glon (UDR) à la suite de sa nomination au gouvernement. |
| Ve          | 2 avril 1973    | 2 avril 1978   | Marie-Madeleine Dienesch | UDR             | Remplacée à partir du 13 mai 1973 par André Glon (UDR) à la suite de sa nomination au gouvernement. |
| VIe         | 3 avril 1978    | 22 mai 1981    | Marie-Madeleine Dienesch | RPR             | Mandat écourté à la suite d'une dissolution parlementaire décidée par François Mitterrand. |
| VIIe        | 2 juillet 1981  | 1er avril 1986 | Didier Chouat            | PS              | |
| VIIIe       | 2 avril 1986    | 14 mai 1988    | Didier Chouat            | Aucun           | Proportionnelle par département, pas de député par circonscription Proportionnelle par département, pas de député par circonscription. Mandat écourté à la suite d'une dissolution parlementaire décidée par François Mitterrand. |

### Historique des élections

#### Élections de 1958
| Candidat           | Candidat                      | Parti          | Premier tour | Premier tour | Second tour | Second tour |  |
| Candidat           | Candidat                      | Parti          | Voix         | %            | Voix        | %           |  |
| ------------------ | ----------------------------- | -------------- | ------------ | ------------ | ----------- | ----------- |  |
|                    | Marie-Madeleine Dienesch élue | MRP            | 13 206       | 27,91        | 21 748      | 45,31       |  |
|                    | Auguste Le Coënt              | PCF            | 11 113       | 23,49        | 17 538      | 36,54       |  |
|                    | Joseph Clément                | CNIP           | 7 543        | 15,94        | Retrait     | Retrait     |  |
|                    | André Fairier                 | Radsoc         | 6 090        | 12,87        | Retrait     | Retrait     |  |
|                    | Henri de Mauduit              | UNR            | 5 777        | 12,21        | 8 707       | 18,14       |  |
|                    | Paul Chaslin                  | CR             | 2 445        | 5,17         | Retrait     | Retrait     |  |
|                    | Émile Goutal                  | UFF            | 1 141        | 2,41         |             |             |  |
|                    |                               |                |              |              |             |             |  |
| Inscrits           | Inscrits                      | Inscrits       | 61 206       | 100,00       | 61 194      | 100,00      |  |
| Abstentions        | Abstentions                   | Abstentions    | 13 092       | 21,39        | 12 518      | 20,46       |  |
| Votants            | Votants                       | Votants        | 48 114       | 78,61        | 48 676      | 79,54       |  |
| Blancs et nuls     | Blancs et nuls                | Blancs et nuls | 799          | 1,66         | 683         | 1,4         |  |
| Exprimés           | Exprimés                      | Exprimés       | 47 315       | 98,34        | 47 993      | 98,6        |  |
| Source : Data.gouv |                               |                |              |              |             |             |  |

Le suppléant de Marie-Madeleine Dienesch était Alain Le Goff, conseiller municipal de Loudéac.

#### Élections de 1962
| Candidat           | Candidat                                 | Parti          | Premier tour | Premier tour | Second tour | Second tour |  |
| Candidat           | Candidat                                 | Parti          | Voix         | %            | Voix        | %           |  |
| ------------------ | ---------------------------------------- | -------------- | ------------ | ------------ | ----------- | ----------- |  |
|                    | Marie-Madeleine Dienesch sortante réélue | MRP            | 15 471       | 39,49        | 25 351      | 56,24       |  |
|                    | Auguste Le Coënt                         | PCF            | 10 695       | 27,3         | 19 722      | 43,76       |  |
|                    | François Daniel                          | UNR-UDT        | 7 393        | 18,87        | Retrait     | Retrait     |  |
|                    | Léon Sérandour                           | PSU            | 5 620        | 14,34        | Retrait     | Retrait     |  |
|                    |                                          |                |              |              |             |             |  |
| Inscrits           | Inscrits                                 | Inscrits       | 59 157       | 100,00       | 59 149      | 100,00      |  |
| Abstentions        | Abstentions                              | Abstentions    | 19 186       | 32,43        | 12 700      | 21,47       |  |
| Votants            | Votants                                  | Votants        | 39 971       | 67,57        | 46 449      | 78,53       |  |
| Blancs et nuls     | Blancs et nuls                           | Blancs et nuls | 792          | 1,98         | 1 376       | 2,96        |  |
| Exprimés           | Exprimés                                 | Exprimés       | 39 179       | 98,02        | 45 073      | 97,04       |  |
| Source : Data.gouv |                                          |                |              |              |             |             |  |

André Glon, minotier, conseiller général, maire d'Hémonstoir, était suppléant de Marie-Madeleine Dienesch.

#### Élections de 1967
| Candidat           | Candidat                                 | Parti          | Premier tour | Premier tour | Second tour | Second tour |  |
| Candidat           | Candidat                                 | Parti          | Voix         | %            | Voix        | %           |  |
| ------------------ | ---------------------------------------- | -------------- | ------------ | ------------ | ----------- | ----------- |  |
|                    | Marie-Madeleine Dienesch sortante réélue | app. UD-Ve     | 23 215       | 49,02        | 26 047      | 56,89       |  |
|                    | Auguste Le Coënt                         | PCF            | 12 790       | 27,01        | 19 741      | 43,11       |  |
|                    | Alfred Burlot                            | CD (PDM)       | 4 225        | 8,92         |             |             |  |
|                    | Adolphe Perrault                         | PSU            | 3 995        | 8,44         |             |             |  |
|                    | Lionel Rouvrais                          | FGDS (CIR)     | 3 133        | 6,62         |             |             |  |
|                    |                                          |                |              |              |             |             |  |
| Inscrits           | Inscrits                                 | Inscrits       | 56 563       | 100,00       | 56 557      | 100,00      |  |
| Abstentions        | Abstentions                              | Abstentions    | 8 421        | 14,89        | 9 777       | 17,29       |  |
| Votants            | Votants                                  | Votants        | 48 142       | 85,11        | 46 780      | 82,71       |  |
| Blancs et nuls     | Blancs et nuls                           | Blancs et nuls | 784          | 1,63         | 992         | 2,12        |  |
| Exprimés           | Exprimés                                 | Exprimés       | 47 358       | 98,37        | 45 788      | 97,88       |  |
| Source : Data.gouv |                                          |                |              |              |             |             |  |

André Glon, minotier, conseiller général, maire d'Hémonstoir, était suppléant de Marie-Madeleine Dienesch.

#### Élections de 1968
|                    | Marie-Madeleine Dienesch sortante réélue | UDR (URP)      | 25 072 | 53,01  |  |  |  |
|                    | Guy Caro                                 | PSU            | 11 156 | 23,59  |  |  |  |
|                    | Auguste Le Coënt                         | PCF            | 11 065 | 23,4   |  |  |  |
|                    |                                          |                |        |        |  |  |  |
| Inscrits           | Inscrits                                 | Inscrits       | 56 353 | 100,00 |  |  |  |
| Abstentions        | Abstentions                              | Abstentions    | 8 256  | 14,65  |  |  |  |
| Votants            | Votants                                  | Votants        | 48 097 | 85,35  |  |  |  |
| Blancs et nuls     | Blancs et nuls                           | Blancs et nuls | 804    | 1,67   |  |  |  |
| Exprimés           | Exprimés                                 | Exprimés       | 47 293 | 98,33  |  |  |  |
| Source : Data.gouv |                                          |                |        |        |  |  |  |

Le suppléant de Marie-Madeleine Dienesch était André Glon, maire d'Hémonstoir. André Glon remplaça Marie-Madeleine Dienesch, nommée membre du gouvernement, du 13 août 1968 au 1er avril 1973.

#### Élections de 1973
|                    | Marie-Madeleine Dienesch sortante réélue | UDR (URP)      | 24 970 | 51,22  |  |  |  |
|                    | Jacques Gardet                           | PCF            | 10 485 | 21,51  |  |  |  |
|                    | Guy Caro                                 | PSU            | 5 739  | 11,77  |  |  |  |
|                    | Claude Wilquin                           | PS (UGSD)      | 4 861  | 9,97   |  |  |  |
|                    | Auguste Huet                             | MR             | 1 896  | 3,88   |  |  |  |
|                    | Alain Chapel                             | SAV            | 797    | 1,63   |  |  |  |
|                    |                                          |                |        |        |  |  |  |
| Inscrits           | Inscrits                                 | Inscrits       | 57 412 | 100,00 |  |  |  |
| Abstentions        | Abstentions                              | Abstentions    | 7 844  | 13,66  |  |  |  |
| Votants            | Votants                                  | Votants        | 49 568 | 86,34  |  |  |  |
| Blancs et nuls     | Blancs et nuls                           | Blancs et nuls | 820    | 1,65   |  |  |  |
| Exprimés           | Exprimés                                 | Exprimés       | 48 748 | 98,35  |  |  |  |
| Source : Data.gouv |                                          |                |        |        |  |  |  |

Le suppléant de Marie-Madeleine Dienesch était André Glon. André Glon remplaça Marie-Madeleine Dienesch, nommée membre du gouvernement, du 13 mai 1973 au 2 avril 1978.

#### Élections de 1978
| Candidat           | Candidat                                 | Parti          | Premier tour | Premier tour | Second tour | Second tour |  |
| Candidat           | Candidat                                 | Parti          | Voix         | %            | Voix        | %           |  |
| ------------------ | ---------------------------------------- | -------------- | ------------ | ------------ | ----------- | ----------- |  |
|                    | Marie-Madeleine Dienesch sortante réélue | RPR            | 27 164       | 49,21        | 29 325      | 52,00       |  |
|                    | Didier Chouat                            | PS             | 12 437       | 22,53        | 27 074      | 48,00       |  |
|                    | Yvon Renault                             | PCF            | 11 740       | 21,27        | Retrait     | Retrait     |  |
|                    | Guy Le Helloco                           | UDF (PSD)      | 2 086        | 3,78         |             |             |  |
|                    | Jacques Piro                             | LO             | 1 065        | 1,93         |             |             |  |
|                    | Bernard Motreff                          | MRG            | 704          | 1,27         |             |             |  |
|                    |                                          |                |              |              |             |             |  |
| Inscrits           | Inscrits                                 | Inscrits       | 62 969       | 100,00       | 62 960      | 100,00      |  |
| Abstentions        | Abstentions                              | Abstentions    | 6 988        | 11,1         | 6 043       | 9,6         |  |
| Votants            | Votants                                  | Votants        | 55 981       | 88,9         | 56 917      | 90,4        |  |
| Blancs et nuls     | Blancs et nuls                           | Blancs et nuls | 785          | 1,4          | 518         | 0,91        |  |
| Exprimés           | Exprimés                                 | Exprimés       | 55 196       | 98,6         | 56 399      | 99,09       |  |
| Source : Data.gouv |                                          |                |              |              |             |             |  |

Le suppléant de Marie-Madeleine Dienesch était Bernard Sohier, conseiller général, maire de Merdrignac.

#### Élections de 1981
| Candidat       | Candidat          | Parti          | Premier tour | Premier tour | Second tour | Second tour |  |
| Candidat       | Candidat          | Parti          | Voix         | %            | Voix        | %           |  |
| -------------- | ----------------- | -------------- | ------------ | ------------ | ----------- | ----------- |  |
|                | Michel Denieul    | RPR (UNM)      | 21 301       | 42,61        | 23 857      | 44,47       |  |
|                | Didier Chouat élu | PS             | 19 041       | 38,09        | 29 782      | 55,53       |  |
|                | Yvon Renault      | PCF            | 7 888        | 15,78        |             |             |  |
|                | Jean Robin        | PSU            | 1 765        | 3,53         |             |             |  |
|                |                   |                |              |              |             |             |  |
| Inscrits       | Inscrits          | Inscrits       | 63 850       | 100,00       | 63 849      | 100,00      |  |
| Abstentions    | Abstentions       | Abstentions    | 13 314       | 20,85        | 9 651       | 15,12       |  |
| Votants        | Votants           | Votants        | 50 536       | 79,15        | 54 198      | 84,88       |  |
| Blancs et nuls | Blancs et nuls    | Blancs et nuls | 541          | 1,07         | 559         | 1,03        |  |
| Exprimés       | Exprimés          | Exprimés       | 49 995       | 98,93        | 53 639      | 98,97       |  |

Le suppléant de Didier Chouat était Ange Cadoret, inséminateur, conseiller régional, maire de Saint-Barnabé.

## La circonscription depuis 1986

### Description géographique et démographique

Localisation de la circonscription depuis 1986.

Dans le découpage électoral de la loi no 86-1197 du 24 novembre 1986
, la circonscription regroupe les cantons suivants :
- Canton de La Chèze
- Canton de Collinée
- Canton de Corlay
- Canton de Jugon-les-Lacs
- Canton de Lamballe
- Canton de Loudéac
- Canton de Merdrignac
- Canton de Moncontour
- Canton de Mûr-de-Bretagne
- Canton de Plœuc-sur-Lié
- Canton de Plouguenast
- Canton de Quintin
- Canton d'Uzel.

D'après le recensement général de la population en 1999, réalisé par l'Institut national de la statistique et des études économiques (INSEE), la population totale de cette circonscription est estimée à 105 126 habitants,.

### Historique des députations
| Législature | Début de mandat | Fin de mandat  | Député         | Parti politique | Observations                                                                           |
| ----------- | --------------- | -------------- | -------------- | --------------- | -------------------------------------------------------------------------------------- |
| IXe         | 23 juin 1988    | 1er avril 1993 | Didier Chouat, | PS,             |                                                                                        |
| Xe          | 2 avril 1993    | 21 avril 1997  | Marc Le Fur,   | RPR,            | Mandat écourté à la suite d'une dissolution parlementaire décidée par Jacques Chirac.  |
| XIe         | 12 juin 1997    | 18 juin 2002   | Didier Chouat, | PS,             |                                                                                        |
| XIIe        | 19 juin 2002    | 19 juin 2007   | Marc Le Fur,   | UMP,            |                                                                                        |
| XIIIe       | 20 juin 2007    | 19 juin 2012   | Marc Le Fur,   | UMP,            |                                                                                        |
| XIVe        | 20 juin 2012    | 20 juin 2017   | Marc Le Fur    | UMP → LR        |                                                                                        |
| XVe         | 21 juin 2017    | 21 juin 2022   | Marc Le Fur    | LR              |                                                                                        |
| XVIe        | 22 juin 2022    | 9 juin 2024    | Marc Le Fur    | LR              | Mandat écourté à la suite d'une dissolution parlementaire décidée par Emmanuel Macron. |

### Historique des élections

#### Élections de 1988
|                | Didier Chouat sortant réélu | PS              | 30 476 | 50,92  |  |  |  |
|                | Sébastien Couëpel sortant   | UDF (CDS) (URC) | 23 804 | 39,77  |  |  |  |
|                | Moïse Rouget                | PCF             | 3 571  | 5,96   |  |  |  |
|                | Jean Lescalier              | FN              | 1 995  | 3,33   |  |  |  |
|                |                             |                 |        |        |  |  |  |
| Inscrits       | Inscrits                    | Inscrits        | 80 777 | 100,00 |  |  |  |
| Abstentions    | Abstentions                 | Abstentions     | 20 147 | 24,94  |  |  |  |
| Votants        | Votants                     | Votants         | 60 630 | 75,06  |  |  |  |
| Blancs et nuls | Blancs et nuls              | Blancs et nuls  | 784    | 1,29   |  |  |  |
| Exprimés       | Exprimés                    | Exprimés        | 59 846 | 98,71  |  |  |  |

Le suppléant de Didier Chouat était Claudy Lebreton, kinésithérapeute, maire de Plénée-Jugon.

#### Élections de 1993
| Candidat       | Candidat              | Parti          | Premier tour | Premier tour | Second tour | Second tour |  |
| Candidat       | Candidat              | Parti          | Voix         | %            | Voix        | %           |  |
| -------------- | --------------------- | -------------- | ------------ | ------------ | ----------- | ----------- |  |
|                | Didier Chouat sortant | PS (ADFP)      | 19 232       | 32,38        | 30 226      | 48,66       |  |
|                | Marc Le Fur élu       | RPR            | 16 530       | 27,83        | 31 883      | 51,33       |  |
|                | Sébastien Couëpel     | UDF (CDS)      | 12 129       | 20,42        | Retrait     | Retrait     |  |
|                | Jean-Claude Lenay     | Les Verts (EÉ) | 3 562        | 5,99         |             |             |  |
|                | Gérard Le Cam         | PCF            | 3 548        | 5,97         |             |             |  |
|                | Pierre-Marie Launay   | FN             | 2 935        | 4,94         |             |             |  |
|                | Raymonde Brachet      | LT-LNÉ         | 1 457        | 2,45         |             |             |  |
|                |                       |                |              |              |             |             |  |
| Inscrits       | Inscrits              | Inscrits       | 82 005       | 100,00       | 81 993      | 100,00      |  |
| Abstentions    | Abstentions           | Abstentions    | 19 706       | 24,03        | 17 326      | 21,13       |  |
| Votants        | Votants               | Votants        | 62 299       | 75,97        | 64 667      | 78,87       |  |
| Blancs et nuls | Blancs et nuls        | Blancs et nuls | 2 906        | 4,66         | 2 558       | 3,96        |  |
| Exprimés       | Exprimés              | Exprimés       | 59 393       | 95,34        | 62 109      | 96,04       |  |

Le suppléant de Marc Le Fur était Pierre Étienne, chirurgien, conseiller général du canton de Loudéac.

#### Élections de 1997
| Candidat                     | Candidat            | Parti          | Premier tour | Premier tour | Second tour | Second tour |  |
| Candidat                     | Candidat            | Parti          | Voix         | %            | Voix        | %           |  |
| ---------------------------- | ------------------- | -------------- | ------------ | ------------ | ----------- | ----------- |  |
|                              | Didier Chouat élu   | PS             | 22 972       | 39,37        | 34 036      | 53,37       |  |
|                              | Marc Le Fur sortant | RPR            | 22 894       | 39,24        | 29 728      | 46,62       |  |
|                              | Gérard Le Cam       | PCF            | 4 329        | 7,42         |             |             |  |
|                              | Pierre-Marie Launay | FN             | 3 496        | 5,99         |             |             |  |
|                              | Jean-Luc Barbo      | Les Verts      | 1 894        | 3,24         |             |             |  |
|                              | Philippe Rouxel     | GÉ             | 1 690        | 2,89         |             |             |  |
|                              | Jean-Pierre Scour   | LDI (MPF)      | 724          | 1,24         |             |             |  |
|                              | Moïse Lesage        | Divers         | 343          | 0,58         |             |             |  |
|                              |                     |                |              |              |             |             |  |
| Inscrits                     | Inscrits            | Inscrits       | 80 749       | 100,00       | 80 723      | 100,00      |  |
| Abstentions                  | Abstentions         | Abstentions    | 19 582       | 24,25        | 14 762      | 18,29       |  |
| Votants                      | Votants             | Votants        | 61 167       | 75,75        | 65 961      | 81,71       |  |
| Blancs et nuls               | Blancs et nuls      | Blancs et nuls | 2 825        | 4,62         | 2 197       | 3,33        |  |
| Exprimés                     | Exprimés            | Exprimés       | 58 342       | 95,38        | 63 764      | 96,67       |  |
| Source : Assemblée nationale |                     |                |              |              |             |             |  |

La suppléante de Didier Chouat était Georgette Bréard, conseillère d'orientation, maire de Hénon.

#### Élections de 2002
| Candidat       | Candidat              | Parti            | Premier tour | Premier tour | Second tour | Second tour |  |
| Candidat       | Candidat              | Parti            | Voix         | %            | Voix        | %           |  |
| -------------- | --------------------- | ---------------- | ------------ | ------------ | ----------- | ----------- |  |
|                | Marc Le Fur élu       | UMP              | 25 521       | 43,64        | 30 923      | 52,71       |  |
|                | Didier Chouat sortant | PS               | 20 947       | 35,82        | 27 739      | 47,29       |  |
|                | Pierre-Marie Launay   | FN               | 2 944        | 5,03         |             |             |  |
|                | Guy Le Helloco        | Pôle républicain | 2 346        | 4,01         |             |             |  |
|                | Dominique Grall       | Les Verts        | 2 069        | 3,54         |             |             |  |
|                | Christine Prunaud     | PCF              | 1 826        | 3,12         |             |             |  |
|                | Gwennola Ermel        | LCR              | 868          | 1,48         |             |             |  |
|                | Martial Collet        | LO               | 757          | 1,29         |             |             |  |
|                | Rachel Rolland        | S&P              | 590          | 1,01         |             |             |  |
|                | Jean-Claude Bourva    | MNR              | 352          | 0,6          |             |             |  |
|                | Caroline Delarue      | GÉ               | 255          | 0,44         |             |             |  |
|                |                       |                  |              |              |             |             |  |
| Inscrits       | Inscrits              | Inscrits         | 83 319       | 100,00       | 83 253      | 100,00      |  |
| Abstentions    | Abstentions           | Abstentions      | 23 645       | 28,38        | 22 938      | 27,55       |  |
| Votants        | Votants               | Votants          | 59 674       | 71,62        | 60 315      | 72,45       |  |
| Blancs et nuls | Blancs et nuls        | Blancs et nuls   | 1 199        | 2,01         | 1 653       | 2,74        |  |
| Exprimés       | Exprimés              | Exprimés         | 58 475       | 97,99        | 58 662      | 97,26       |  |

Le suppléant de Marc Le Fur était Jean-Luc Guymard, conseiller municipal de Lamballe.

#### Élections de 2007
| Candidat       | Candidat                  | Parti          | Premier tour | Premier tour | Second tour | Second tour |  |
| Candidat       | Candidat                  | Parti          | Voix         | %            | Voix        | %           |  |
| -------------- | ------------------------- | -------------- | ------------ | ------------ | ----------- | ----------- |  |
|                | Marc Le Fur sortant réélu | UMP            | 27 625       | 48,02        | 30 773      | 52,02       |  |
|                | Loïc Cauret               | PS             | 19 963       | 34,7         | 28 382      | 47,98       |  |
|                | Geoffroy de Longuemar     | UDF–MoDem      | 1 688        | 2,93         |             |             |  |
|                | André Ollivro             | Les Verts      | 1 611        | 2,8          |             |             |  |
|                | Annie Gouardin            | PCF            | 1 430        | 2,49         |             |             |  |
|                | Pierre-Marie Launay       | FN             | 1 275        | 2,22         |             |             |  |
|                | Armand Zvenigorosky       | LCR            | 1 096        | 1,91         |             |             |  |
|                | Maurice Leforestier       | CPNT           | 652          | 1,13         |             |             |  |
|                | Martial Collet            | LO             | 557          | 0,97         |             |             |  |
|                | Gilles Boulin             | Divers gauche  | 527          | 0,92         |             |             |  |
|                | Laurence Duvernay         | MPF            | 418          | 0,73         |             |             |  |
|                | Claude Jegouic            | Divers         | 412          | 0,72         |             |             |  |
|                | Nicole Poences            | MRC            | 269          | 0,47         |             |             |  |
|                |                           |                |              |              |             |             |  |
| Inscrits       | Inscrits                  | Inscrits       | 85 600       | 100,00       | 85 571      | 100,00      |  |
| Abstentions    | Abstentions               | Abstentions    | 27 029       | 31,58        | 25 339      | 29,61       |  |
| Votants        | Votants                   | Votants        | 58 571       | 68,42        | 60 232      | 70,39       |  |
| Blancs et nuls | Blancs et nuls            | Blancs et nuls | 1 048        | 1,79         | 1 077       | 1,79        |  |
| Exprimés       | Exprimés                  | Exprimés       | 57 523       | 98,21        | 59 155      | 98,21       |  |

#### Élections de 2012
| Candidat       | Candidat                  | Parti          | Premier tour | Premier tour | Second tour | Second tour |  |
| Candidat       | Candidat                  | Parti          | Voix         | %            | Voix        | %           |  |
| -------------- | ------------------------- | -------------- | ------------ | ------------ | ----------- | ----------- |  |
|                | Marc Le Fur sortant réélu | UMP            | 27 183       | 46,64        | 32 436      | 54,28       |  |
|                | Loïc Cauret               | PS             | 22 068       | 37,86        | 27 324      | 45,72       |  |
|                | Pierre-Marie Launay       | RBM (FN)       | 3 261        | 5,60         |             |             |  |
|                | Christiane Chombeau       | FG (PG) (PCF)  | 2 302        | 3,95         |             |             |  |
|                | René Louail               | EÉLV           | 2 067        | 3,55         |             |             |  |
|                | Isabelle-Anne Rio         | CpF (MoDem)    | 580          | 1,00         |             |             |  |
|                | Martial Collet            | LO             | 291          | 0,50         |             |             |  |
|                | Marie Pécheul             | JB             | 274          | 0,47         |             |             |  |
|                | Gwendoline Lions          | NPA            | 258          | 0,44         |             |             |  |
|                |                           |                |              |              |             |             |  |
| Inscrits       | Inscrits                  | Inscrits       | 86 365       | 100,00       | 86 353      | 100,00      |  |
| Abstentions    | Abstentions               | Abstentions    | 27 419       | 31,75        | 25 582      | 29,62       |  |
| Votants        | Votants                   | Votants        | 58 946       | 68,25        | 60 771      | 70,38       |  |
| Blancs et nuls | Blancs et nuls            | Blancs et nuls | 662          | 1,12         | 1 011       | 1,66        |  |
| Exprimés       | Exprimés                  | Exprimés       | 58 284       | 98,88        | 59 760      | 98,34       |  |

Le suppléant de Marc Le Fur était Stéphane de Sallier-Dupin, conseiller municipal de Lamballe.

#### Élections de 2017
|                                                                                 |                                                                                       |                           |                           |                          |                          |
|                                                                                 |                                                                                       | Premier tour 11 juin 2017 | Premier tour 11 juin 2017 | Second tour 18 juin 2017 | Second tour 18 juin 2017 |
|                                                                                 |                                                                                       |                           |                           |                          |                          |
|                                                                                 |                                                                                       | Nombre                    | % des inscrits            | Nombre                   | % des inscrits           |
| Inscrits                                                                        | Inscrits                                                                              | 86 779                    | 100,00                    | 86 780                   | 100,00                   |
| Abstentions                                                                     | Abstentions                                                                           | 34 420                    | 39,66                     | 36 794                   | 42,40                    |
| Votants                                                                         | Votants                                                                               | 52 359                    | 60,34                     | 49 986                   | 57,60                    |
|                                                                                 |                                                                                       |                           | % des votants             |                          | % des votants            |
| Bulletins blancs                                                                | Bulletins blancs                                                                      | 640                       | 1,22                      | 1 872                    | 3,75                     |
| Bulletins nuls                                                                  | Bulletins nuls                                                                        | 281                       | 0,54                      | 862                      | 1,72                     |
| Suffrages exprimés                                                              | Suffrages exprimés                                                                    | 51 438                    | 98,24                     | 47 252                   | 94,53                    |
|                                                                                 |                                                                                       |                           |                           |                          |                          |
| Candidat Étiquette politique (partis et alliances)                              | Candidat Étiquette politique (partis et alliances)                                    | Voix                      | % des exprimés            | Voix                     | % des exprimés           |
|                                                                                 |                                                                                       |                           |                           |                          |                          |
|                                                                                 | Marc Le Fur (député sortant) Les Républicains (Union des démocrates et indépendants)  | 19 816                    | 38,52                     | 25 668                   | 54,32                    |
|                                                                                 | Olivier Allain La République en marche                                                | 19 166                    | 37,26                     | 21 584                   | 45,68                    |
|                                                                                 | Ronan Glaziou La France insoumise                                                     | 4 950                     | 9,62                      |                          |                          |
|                                                                                 | Pierre-Marie Launay Front national                                                    | 3 479                     | 6,76                      |                          |                          |
|                                                                                 | Nicolas Hervé Écologiste                                                              | 1 853                     | 3,60                      |                          |                          |
|                                                                                 | Christelle Schweitzer Parti communiste français                                       | 991                       | 1,93                      |                          |                          |
|                                                                                 | Andrée Kerleguer-Viougea Régionaliste (Oui la Bretagne - Union démocratique bretonne) | 504                       | 0,98                      |                          |                          |
|                                                                                 | Martial Collet Lutte ouvrière                                                         | 400                       | 0,78                      |                          |                          |
|                                                                                 | Franck Laposse Divers (Union populaire républicaine)                                  | 162                       | 0,31                      |                          |                          |
|                                                                                 | Jean-Michel Viel Divers                                                               | 117                       | 0,23                      |                          |                          |
| Source : Ministère de l'Intérieur - Troisième circonscription des Côtes-d'Armor |                                                                                       |                           |                           |                          |                          |

Le suppléant de Marc Le Fur était Stéphane de Sallier-Dupin, conseiller municipal de Lamballe.

#### Élections de 2022
| Candidat                 | Candidat                 | Parti et coalition       | Nuance                   | Premier tour | Premier tour | Second tour | Second tour |
| Candidat                 | Candidat                 | Parti et coalition       | Nuance                   | Voix         | %            | Voix        | %           |
| ------------------------ | ------------------------ | ------------------------ | ------------------------ | ------------ | ------------ | ----------- | ----------- |
|                          | Marc Le Fur              | LR (UDC)                 | LR                       | 20 203       | 41,69        | 30 012      | 64,87       |
|                          | Antoine Ravard           | PS (NUPES)               | NUP                      | 10 980       | 22,66        | 16 254      | 35,13       |
|                          | Olivier Allain           | LREM (ENS)               | ENS                      | 9 049        | 18,67        |             |             |
|                          | Odile de Mellon          | RN                       | RN                       | 5 693        | 11,75        |             |             |
|                          | Marie-Pierre Lecat       | REC                      | REC                      | 788          | 1,63         |             |             |
|                          | Jean-Pierre Lamour       | LO                       | DXG                      | 489          | 1,01         |             |             |
|                          | Bryan Tyli               | PB                       | REG                      | 447          | 0,92         |             |             |
|                          | Marie-Thérèse Lefeuvre   | DLF (UPF)                | DSV                      | 435          | 0,90         |             |             |
|                          | Florence Nivet           | PA                       | ECO                      | 381          | 0,79         |             |             |
|                          |                          |                          |                          |              |              |             |             |
| Votes valides            | Votes valides            | Votes valides            | Votes valides            | 48 465       | 98,35        | 46 266      | 95,74       |
| Votes blancs             | Votes blancs             | Votes blancs             | Votes blancs             | 494          | 1,00         | 1 344       | 2,78        |
| Votes nuls               | Votes nuls               | Votes nuls               | Votes nuls               | 320          | 0,65         | 713         | 1,48        |
| Total                    | Total                    | Total                    | Total                    | 49 279       | 100          | 48 323      | 100         |
| Abstention               | Abstention               | Abstention               | Abstention               | 39 690       | 44,61        | 40 656      | 45,69       |
| Inscrits / participation | Inscrits / participation | Inscrits / participation | Inscrits / participation | 88 969       | 55,39        | 88 979      | 54,31       |

Le suppléant de Marc Le Fur était Stéphane de Sallier-Dupin, conseiller régional, conseiller municipal de Lamballe.

#### Élections de 2024
- Député sortant : Marc Le Fur (Les Républicains)

| Candidat                 | Candidat                 | Parti et coalition       | Nuance                   | Premier tour | Premier tour | Second tour | Second tour |
| Candidat                 | Candidat                 | Parti et coalition       | Nuance                   | Voix         | %            | Voix        | %           |
| ------------------------ | ------------------------ | ------------------------ | ------------------------ | ------------ | ------------ | ----------- | ----------- |
|                          | Corentin Le Fur          | LR (UDC)                 | LR                       | 20 520       | 31,96        | 41 619      | 67,97       |
|                          | Odile de Mellon          | RN                       | RN                       | 18 345       | 28,57        | 19 616      | 32,03       |
|                          | Antoine Ravard           | PS (NFP)                 | UG                       | 14 717       | 22,92        | Retrait     | Retrait     |
|                          | Lucas Clément            | RE (ENS)                 | ENS                      | 9 127        | 14,21        |             |             |
|                          | Jean-Pierre Lamour       | LO                       | EXG                      | 451          | 0,70         |             |             |
|                          | Bryan Tyli               | PB (PU)                  | REG                      | 447          | 0,70         |             |             |
|                          | Gabrielle Gatien         | SE                       | DIV                      | 426          | 0,66         |             |             |
|                          | Emmanuel Rouxel          | SE                       | REG                      | 178          | 0,28         |             |             |
|                          |                          |                          |                          |              |              |             |             |
| Votes valides            | Votes valides            | Votes valides            | Votes valides            | 64 211       | 97,90        | 61 235      | 94,26       |
| Votes blancs             | Votes blancs             | Votes blancs             | Votes blancs             | 795          | 1,21         | 2 595       | 3,99        |
| Votes nuls               | Votes nuls               | Votes nuls               | Votes nuls               | 581          | 0,89         | 1 131       | 1,74        |
| Total                    | Total                    | Total                    | Total                    | 65 587       | 100          | 64 961      | 100         |
| Abstention               | Abstention               | Abstention               | Abstention               | 23 834       | 26,65        | 24 461      | 27,35       |
| Inscrits / participation | Inscrits / participation | Inscrits / participation | Inscrits / participation | 89 421       | 73,35        | 89 422      | 72,65       |

Le suppléant de Corentin Le Fur est Stéphane de Sallier-Dupin.

#### Département des Côtes-d'Armor
- La fiche de l'INSEE de cette circonscription : « Tableaux et Analyses de la troisième circonscription des Côtes-d'Armor », sur insee.fr, site de l'Institut national de la statistique et des études économiques (consulté le 10 juin 2007) [PDF]
- « Tous les députés du département des Côtes-d'Armor depuis 1789 », sur assemblee-nationale.fr, site de l'Assemblée nationale française (consulté le 10 juin 2007)
- « Informations contentieuses sur le département des Côtes-d'Armor (Élections législatives de 2002) »(Archive.org • Wikiwix • Archive.is • Google • Que faire ?), sur conseil-constitutionnel.fr, site du Conseil constitutionnel (consulté le 13 juin 2007)

#### Circonscriptions en France
- « Carte des circonscriptions législatives en France », sur assemblee-nationale.fr, site de l'Assemblée nationale française (consulté le 20 juin 2007)
- « Résultats électoraux officiels en France »(Archive.org • Wikiwix • Archive.is • Google • Que faire ?), sur interieur.gouv.fr, site du ministère de l'Intérieur (France) (consulté le 13 juin 2007)
- Description et Atlas des circonscriptions électorales de France sur http://www.atlaspol.com, Atlaspol, site de cartographie géopolitique, consulté le 13 juin 2007.